# Hypsicera nhema
Hypsicera nhema là một loài tò vò trong họ Ichneumonidae.